# Picoides villosus
Picoides villosus là một loài chim trong họ Picidae.